# Perú en el Festival de la OTI
El Perú es uno de los cinco países que concurrió a todas las ediciones del Festival de la OTI, junto a Chile, Panamá, Puerto Rico y Venezuela. Comienza sus participaciones en 1972 en la primera edición celebrada en Madrid con Betty Missiego cantando el tema de su propia autoría «Recuerdos de un adiós», el cual fue castigado con el antepenúltimo puesto de la competencia. Paradójicamente años después, esta tendría una exitosa carrera en España lo que la llevó a representar a dicho país en el festival de Eurovisión 1979 donde casi se alcanza con la victoria.
La mejor posición alcanzada fue el segundo lugar alcanzado en Belo Horizonte en 1973 por Gabriela de Jesús y el tema «El mundo gira por tu amor», quien técnicamente empatara en puntos con México, pero perdiera en la ronda de desempate.
Además obtuvo el tercer lugar en dos festivales: el primero en 1988 en Buenos Aires con el tema "Partiré, buscaré", cantado por Rocky Belmonte, y en 1996 en Quito con el tema «Bendito amor» cantado por Carmina Cannavino. 
Otros destacados artistas que han representado a Perú en el Festival OTI Internacional son Cecilia Bracamonte, Regina Alcóver, Eva Ayllón, Gian Marco, Julio Andrade o Fabiola de la Cuba, aunque ninguno de ellos logró clasificarse entre los tres primeros puestos. 
El Perú fue sede del Festival en dos ocasiones. La primera de ellas en 1982, teniendo como maestros de ceremonias a Humberto Martínez Morosini, Zenaida Solís, Pepe Ludmir y Silvia Maccera en el Coliseo Amauta de Lima. La segunda ocasión fue en la Plaza Mayor de Lima, teniendo como presentador central a Jorge Belevan, en 1997 donde se hizo notar la falta de tecnología para las puntuaciones, la cual dio pie a diversas especulaciones sobre el resultado del país vencedor, México.

## Participaciones de Perú en el Festival de la OTI
| Año  | Sede             | Artista                  | Canción                             | Director orquesta       | Lugar | Pts |
| ---- | ---------------- | ------------------------ | ----------------------------------- | ----------------------- | ----- | --- |
| 2000 | Acapulco         | Anna Carina              | «Un planeta, un corazón»            | Hernando Hernández      | SF    |     |
| 1998 | San José         | Lupe Eslava              | «Te llevo en el alma»               | Álvaro Esquivel         | SF    |     |
| 1997 | Lima             | Fabiola de la Cuba       | «Un lugar sin fronteras»            | Víctor "Coco" Salazar   | F     |     |
| 1996 | Quito            | Carmina Cannavino        | «Bendito amor»                      | Víctor "Coco" Salazar   | 3     |     |
| 1995 | San Bernardino   | Julio Andrade            | «Brillo en la piel»                 | Carlos Wong             | -     |     |
| 1994 | Valencia         | Rocky Belmonte           | «Mía»                               | José Fabra              | SF    |     |
| 1993 | Valencia         | Gianmarco Zignago        | «Volvamos a empezar»                | Emilio Pepe Ortega      | -     |     |
| 1992 | Valencia         | Tania Helfgott           | «Así como te doy, te quito»         | Óscar Cavero            | -     |     |
| 1991 | Acapulco         | Eva Ayllón y Fahed Mitre | «Enamorada de estar aquí»           | Miguel "Chino" Figueroa | SF    |     |
| 1990 | Las Vegas        | Rocky Belmonte           | «Viajero»                           | Jorge Manuel Tafur      | -     |     |
| 1989 | Miami            | Mache                    | «Nadie me ama como tú»              | Luis Dibos VP           | -     |     |
| 1988 | Buenos Aires     | Rocky Belmonte           | «Partiré, buscaré»                  | Jorge Manuel Tafur      | 3     |     |
| 1987 | Lisboa           | Jenny Higginson          | «He aprendido a volar»              | Emilio Pepe Ortega      | -     |     |
| 1986 | Santiago         | Francesco Petrozzi       | «Aprenderé»                         | Horacio Saavedra        | -     |     |
| 1985 | Sevilla          | Luis Alonso              | «Señora de nadie»                   | Víctor Cuadros          | -     |     |
| 1984 | Ciudad de México | Raúl Vásquez             | «Todos los días pueden ser Navidad» |                         | -     |     |
| 1983 | Washington D. C. | Arturo Morales           | «Cierra la puerta»                  | Víctor Cuadros          | 15    | 46  |
| 1982 | Lima             | Elsa María Elejalde      | «El signo en la frente»             | Víctor Cuadros          | 7     | 20  |
| 1981 | Ciudad de México | Gladys Mercado           | «Hombre de mis sueños»              |                         | 13    | 11  |
| 1980 | Buenos Aires     | Regina Alcóver           | «Un buen motivo para amar»          | Víctor "Coco" Salazar   | 11    | 13  |
| 1979 | Caracas          | José Escajadillo         | «Benito Gazeta»                     | Víctor Cuadros          | 11    | 14  |
| 1978 | Santiago         | Homero                   | «Mujer, mujer»                      | Amadeo Lozano           | 12    | 6   |
| 1977 | Madrid           | Cecilia Bracamonte       | «Landó»                             | Pancho Sáenz            | 6     | 3   |
| 1976 | Acapulco         | Fernando Llosa           | «Al salir el sol»                   |                         | 15    | 1   |
| 1975 | San Juan         | Gladys Mercado           | «Qué lindo es el amor»              | Enrique Lynch           | 10    | 3   |
| 1974 | Acapulco         | César Altamirano         | «Mujer primera»                     |                         | 18    | 0   |
| 1973 | Belo Horizonte   | Gabriela de Jesús        | «El mundo gira por tu amor»         | Ivan Pablo              | 2     | 15  |
| 1972 | Madrid           | Betty Missiego           | «Recuerdos de un adiós»             | Román Alis              | 9     | 3   |

## Festivales organizados en Perú
| Edición  | Ciudad sede | Localización         | Presentandores                                                          |
| -------- | ----------- | -------------------- | ----------------------------------------------------------------------- |
| OTI 1982 | Lima        | Nuevo Coliseo Amauta | Silvia Maccera, Zenaida Solís, Pepe Ludmir y Humberto Martínez Morosini |
| OTI 1997 | Lima        | Plaza Mayor          | Claudia Doig y Jorge Belevan                                            |